# Aphantomartidae
Trigonomartidae
Famille
Synonymes
- †Trigonomartidae Petrunkevitch, 1949

Les Aphantomartidae sont une famille fossile de Trigonotarbida.

## Classification
La famille des Aphantomartidae est créée en 1945 par le zoologiste américain d'origine russe Alexander Ivanovitch Petrunkevitch (1875-1964), en même temps que la sous-famille des Trigonomartinae.

### Fossiles
Selon Paleobiology Database en 2023, le nombre de collections de fossiles est de vingt-deux.

## Description
Les espèces de cette famille datent du Emsien inférieur du Dévonien inférieur à l'Assélien du Cisuralien du Permien inférieur,.

## Liste des genres
Selon World Spider Catalog (version 23.5, 2023) :
- † Alkenia Størmer, 1970
- † Aphantomartus Pocock, 1911

### Publication originale
- [1945] (en) Alexander Ivanovitch Petrunkevitch, « Palaeozoic Arachnida. An inquiry into their evolutionary trends », Scientific Papers, Illinois State Museum, vol. 3, no 2,‎ 1945, p. 1–76.